# Mycale syrinx
Mycale syrinx är en svampdjursart som först beskrevs av Schmidt 1862.  Mycale syrinx ingår i släktet Mycale och familjen Mycalidae. Inga underarter finns listade i Catalogue of Life.